# Olmeda del Rey
Olmeda del Rey é um município da Espanha na província de Cuenca, comunidade autónoma de Castilla-La Mancha, de área 75,44 km² com população de 660 habitantes (2007) e densidade populacional de 2,89 hab/km².

## Demografia
| Variação demográfica do município entre 1991 e 2004 | Variação demográfica do município entre 1991 e 2004 | Variação demográfica do município entre 1991 e 2004 | Variação demográfica do município entre 1991 e 2004 |
| --------------------------------------------------- | --------------------------------------------------- | --------------------------------------------------- | --------------------------------------------------- |
| 1991                                                | 1996                                                | 2001                                                | 2004                                                |
| 282                                                 | 254                                                 | 225                                                 | 218                                                 |